# Pocrane
Pocrane is een gemeente in de Braziliaanse deelstaat Minas Gerais. De gemeente telt 8.790 inwoners (schatting 2009).

## Aangrenzende gemeenten
De gemeente grenst aan Aimorés, Alvarenga, Conselheiro Pena, Inhapim, Ipanema, Mutum, Santa Rita do Itueto en Taparuba.